# Рангдум
Рангдум — долина на высоте 3 657 м над уровнем моря, изолированный регион Суру (долина) в Ладакхе в Индии. С одной стороны находятся живописные холмы, с другой скалистые горы, ледник Дранг-друнг.
Рангдум находится на пол-пути между Каргилом и Падумом. До Каргила около 100 км. Дорога до Рангдума — плоха. Здесь есть бунгало для гостей, ресторан и гостиница. Но нет электричества, интернета, телефона.
«Рангдум, рядом есть гомпа и близлежащая деревня Джулидок, последнее обитаемое поселение в Суру (долина); здесь кочуют племена Бакарвалов, которые приходят из Джамму в поясках пастбищ, они пригоняют коз и овец для откорма на обильных пастбищах долины. From От Рангдума долина поднимается до 4400 метров к Пенси-Ла, воротам Занскара.»
Недалеко стоит Рангтун Гомпа, школы Гелуг, поддерживает связь с Занскаром. В долине плохой климат для земледелия, местные жители занимаются скотоводством, а земледельческие продукты поставляют из более тёплых мест.
Практически всё население долины — мусульмане. Население очень редкое. Ялдо и Джулидок — маленькие деревни в конце долины, там живут буддисты

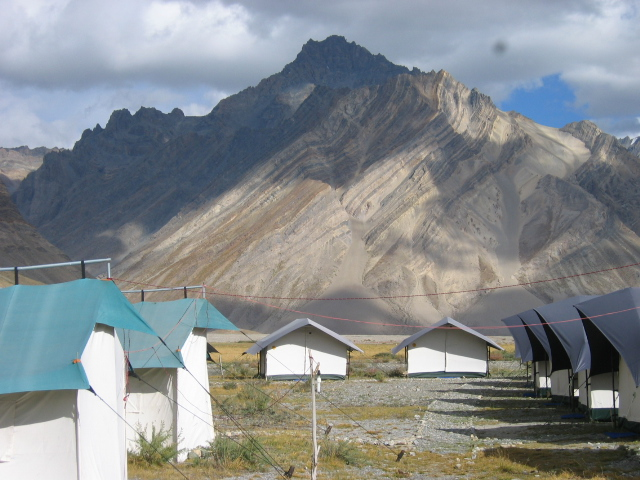
Туристический городок у Рангдума

Рангдум имеет туристические бунгало, три чайных домика и, около 2 км от деревни, устанавливается палаточный лагерь для туристов.